# Anna Dyvik
Anna Maria Dyvik (* 31. Dezember  1994 in Leksand) ist eine ehemalige schwedische Skilangläuferin.

## Werdegang
Dyvik, die für den Falun Borlänge SK startete, nahm im Januar 2012 erstmals im Skilanglauf-Scandinavian-Cup teil und belegte dabei den 44. Platz im Sprint. Bei den Nordischen Junioren-Skiweltmeisterschaften 2014 im Fleimstal gewann sie die Bronzemedaille im Skiathlon und die Goldmedaille mit der Staffel. Zudem wurde sie Neunte über 5 km klassisch und Sechste im Sprint. Im folgenden Jahr errang sie bei den U23-Weltmeisterschaften 2015 in Almaty den 21. Platz über 10 km Freistil, den 14. Platz im Sprint und den 11. Platz im Skiathlon. Im Februar 2016 debütierte sie in Stockholm im Weltcup und belegte dabei den 51. Platz im Sprint. Zu Beginn der Saison 2016/17 siegte sie im Sprint in Lillehammer erstmals im Scandinavian-Cup. Beim folgenden Weltcup in La Clusaz holte sie mit dem 14. Platz im 10-km-Massenstartrennen ihre ersten Weltcuppunkte und kam am folgenden Tag mit dem dritten Platz mit der Staffel erstmals im Weltcup aufs Podest. Im Januar 2017 errang sie beim Scandinavian-Cup in Lahti den dritten Platz über 10 km klassisch und den zweiten Platz im Sprint und erreichte in Toblach mit dem neunten Platz im Sprint ihre erste Top-Zehn-Platzierung im Weltcupeinzel. Bei den U23-Weltmeisterschaften 2017 in Soldier Hollow holte sie über 10 km Freistil und im Sprint jeweils die Goldmedaille. Beim Saisonhöhepunkt den Nordischen Skiweltmeisterschaften 2017 in Lahti belegte sie den 27. Platz im Sprint. Anfang März 2017 holte sie im Sprint in Madona ihren zweiten Sieg im Scandinavian Cup. Zum Saisonende kam sie beim Weltcup-Finale in Québec auf den 24. Platz und erreichte den 51. Platz im Gesamtweltcup. Zudem gewann sie die Gesamtwertung des Scandinavian Cups. In der Saison 2017/18 errang sie den 45. Platz beim Ruka Triple und den 24. Platz beim Weltcupfinale in Falun. Zudem kam sie im Sprint viermal unter die ersten Zehn und erreichte damit den 28. Platz im Gesamtweltcup und den 11. Rang im Sprintweltcup. Bei den Olympischen Winterspielen 2018 in Pyeongchang lief sie auf den 12. Platz im Sprint. Im folgenden Jahr wurde sie zusammen mit Stina Nilsson schwedische Meisterin im Teamsprint. Bei den Olympischen Winterspielen 2022 in Peking errang sie den 17. Platz im Sprint.

## Siege bei Continental-Cup-Rennen
| Nr. | Datum            | Ort           | Disziplin               | Serie            |
| --- | ---------------- | ------------- | ----------------------- | ---------------- |
| 1.  | 9. Dezember 2016 | Lillehammer   | 1,5 km Sprint klassisch | Scandinavian Cup |
| 2.  | 3. März 2017     | Madona        | Sprint Freistil         | Scandinavian Cup |
| 3.  | 5. Januar 2020   | Nes Skianlegg | 10 km klassisch         | Scandinavian Cup |

## Teilnahmen an Weltmeisterschaften und Olympischen Winterspielen

### Olympische Spiele
- 2018 Pyeongchang: 12. Platz Sprint klassisch
- 2022 Peking: 17. Platz Sprint Freistil

### Nordische Skiweltmeisterschaften
- 2017 Lahti: 27. Platz Sprint Freistil

## Platzierungen im Weltcup

### Weltcup-Statistik
Die Tabelle zeigt die erreichten Platzierungen im Einzelnen.
- 1.–3. Platz: Anzahl der Podiumsplatzierungen
- Top 10: Anzahl der Platzierungen unter den ersten zehn
- Punkteränge: Anzahl der Platzierungen innerhalb der Punkteränge
- Starts: Anzahl gelaufener Rennen in der jeweiligen Disziplin
- Hinweis: Bei den Distanzrennen erfolgt die Einordnung gemäß FIS.

| Platzierung         | Distanzrennen a | Distanzrennen a | Distanzrennen a | Distanzrennen a | Distanzrennen a | Skiathlon Verfolgung | Sprint | Etappen- rennen b | Gesamt | Team   | Team    |
| Platzierung         | ≤ 5 km          | ≤ 10 km         | ≤ 15 km         | ≤ 30 km         | > 30 km         | Skiathlon Verfolgung | Sprint | Etappen- rennen b | Gesamt | Sprint | Staffel |
| ------------------- | --------------- | --------------- | --------------- | --------------- | --------------- | -------------------- | ------ | ----------------- | ------ | ------ | ------- |
| 1. Platz            |                 |                 |                 |                 |                 |                      |        |                   |        |        |         |
| 2. Platz            |                 |                 |                 |                 |                 |                      |        |                   |        |        |         |
| 3. Platz            |                 |                 |                 |                 |                 |                      |        |                   |        |        | 1       |
| Top 10              |                 |                 |                 |                 |                 | 1                    | 13     |                   | 14     | 1      | 2       |
| Punkteränge         |                 | 12              | 1               | 1               |                 | 7                    | 25     | 5                 | 51     | 1      | 2       |
| Starts              |                 | 21              | 1               | 1               | 1               | 11                   | 29     | 7                 | 71     | 1      | 2       |
| Stand: Karriereende |                 |                 |                 |                 |                 |                      |        |                   |        |        |         |

### Weltcup-Gesamtplatzierungen
| Saison  | Gesamt | Gesamt | Distanz | Distanz | Sprint | Sprint |
| Saison  | Punkte | Platz  | Punkte  | Platz   | Punkte | Platz  |
| ------- | ------ | ------ | ------- | ------- | ------ | ------ |
| 2016/17 | 96     | 51.    | 28      | 58.     | 54     | 33.    |
| 2017/18 | 227    | 28.    | 17      | 63.     | 196    | 11.    |
| 2018/19 | 78     | 62.    | 24      | 60.     | 38     | 39.    |
| 2019/20 | 127    | 45.    | 63      | 34.     | 64     | 31.    |
| 2020/21 | 117    | 40.    | 38      | 41.     | 53     | 32.    |
| 2021/22 | 183    | 30.    | 13      | 57.     | 170    | 15.    |
| 2022/23 | 231    | 65.    | 62      | 65.     | 103    | 54.    |